# اندیس سنگ گدار ناکون
سنگ گدار ناکون یک اندیس غیرفلزی است که در حوالی شهر بهبهان استان کهگیلویه و بویراحمد قرار دارد و مادهٔ معدنی موجود در آن، نمک است. و دیرینگی آن به دوران میوسن می‌رسد. 